# Daniela Fumarola
Daniela Fumarola (Taranto, 28 maggio 1966) è una sindacalista italiana, dal 2025 segretaria generale della CISL.

## Biografia
Laureata in sociologia alla Cattolica di Milano, Fumarola comincia la sua attività sindacale nella FISBA, la Federazione della CISL afferente agli operai agricoli.
Nel 1993 entra a far parte della segreteria della FISBA di Taranto e nel 2002 viene eletta segretaria generale della sezione tarantina della Federazione agricola alimentare ambientale industriale.
Nel 2009 viene eletta segretaria generale della CISL della provincia di Taranto e di quella di Brindisi, restando in carica fino al 2015, quando diventa segretaria generale aggiunta delle regioni Puglia e Basilicata.
Nel 2016 il consiglio generale interregionale della CISL pugliese e lucana la elegge segretaria generale e al congresso del 2017 diventa segretaria generale regionale della CISL Puglia.
Il 29 luglio 2020 viene eletta nella segreteria confederale della CISL.
Nel 2025, alla fine del mandato di Luigi Sbarra, Fumarola viene designata come nuova segretaria nazionale della CISL, venendo indicata all'unanimità dalla segreteria ed eletta poi dall'assemblea nazionale, diventando la seconda donna dopo Annamaria Furlan a ricoprire tale carica.